# لمور پشمالوی پیریه‌را
 لمور پشمالوی پیریه‌را (نام علمی: Avahi peyrierasi) نام یک گونه از تیره ایندیریان است.